# Toxorhina (Eutoxorhina) simplex
Toxorhina (Eutoxorhina) simplex is een tweevleugelige uit de familie steltmuggen (Limoniidae). De soort komt voor in het Australaziatisch gebied.